# Liste des parcs d'État de l'Idaho

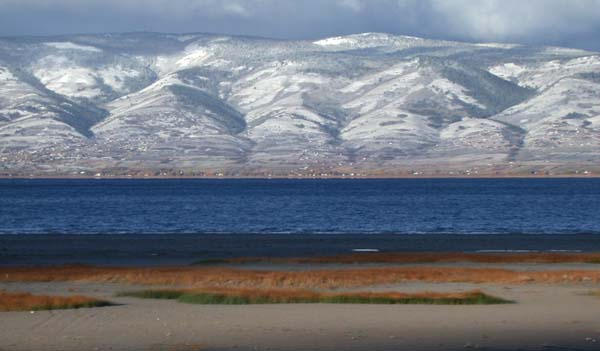
Bear Lake

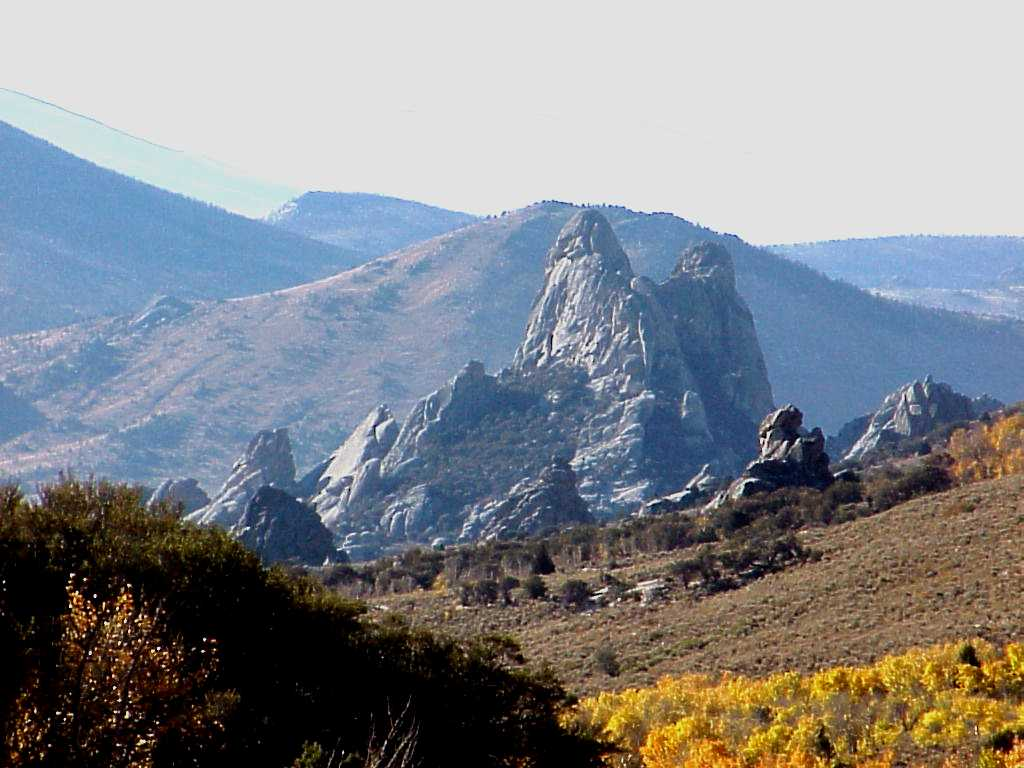
City of Rocks

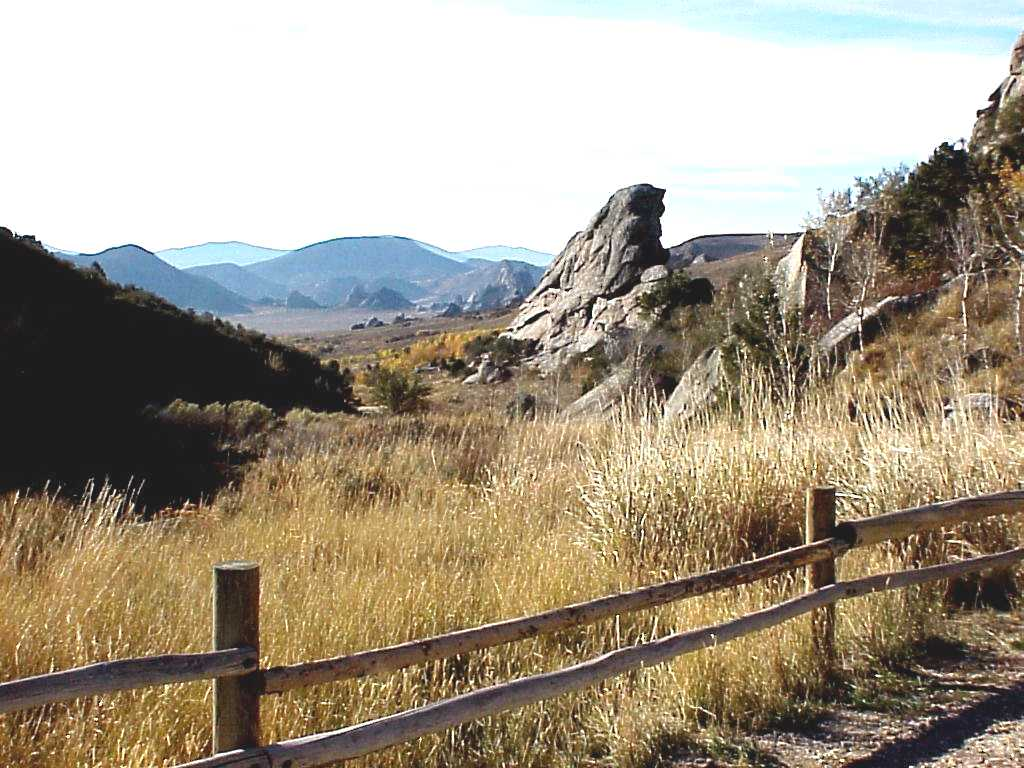
City of Rocks

Liste des parcs d'État de l'Idaho aux États-Unis d'Amérique par ordre alphabétique. Ils sont gérés par l'Idaho State Department of Parks and Recreation.
- Bear Lake
- Box Canyon
- Bruneau Dunes
- Castle Rocks
- City of Rocks
- Cœur d'Alene Parkway
- Dworshak
- Eagle Island
- Farragut
- Harriman
- Hells Gate
- Henrys Lake
- Heyburn
- Lake Cascade
- Lake Walcott
- Land of the Yankee Fork
- Lucky Peak
- Malad Gorge
- Massacre Rocks
- McCroskey
- Niagara Springs
- Old Mission
- Ponderosa
- Priest Lake
- Round Lake
- Thousand Springs
- Three Island Crossing
- Trail of the Cœur d'Alenes
- Winchester Lake
- Yankee Fork